# Moulin de la Galette (Parigi)

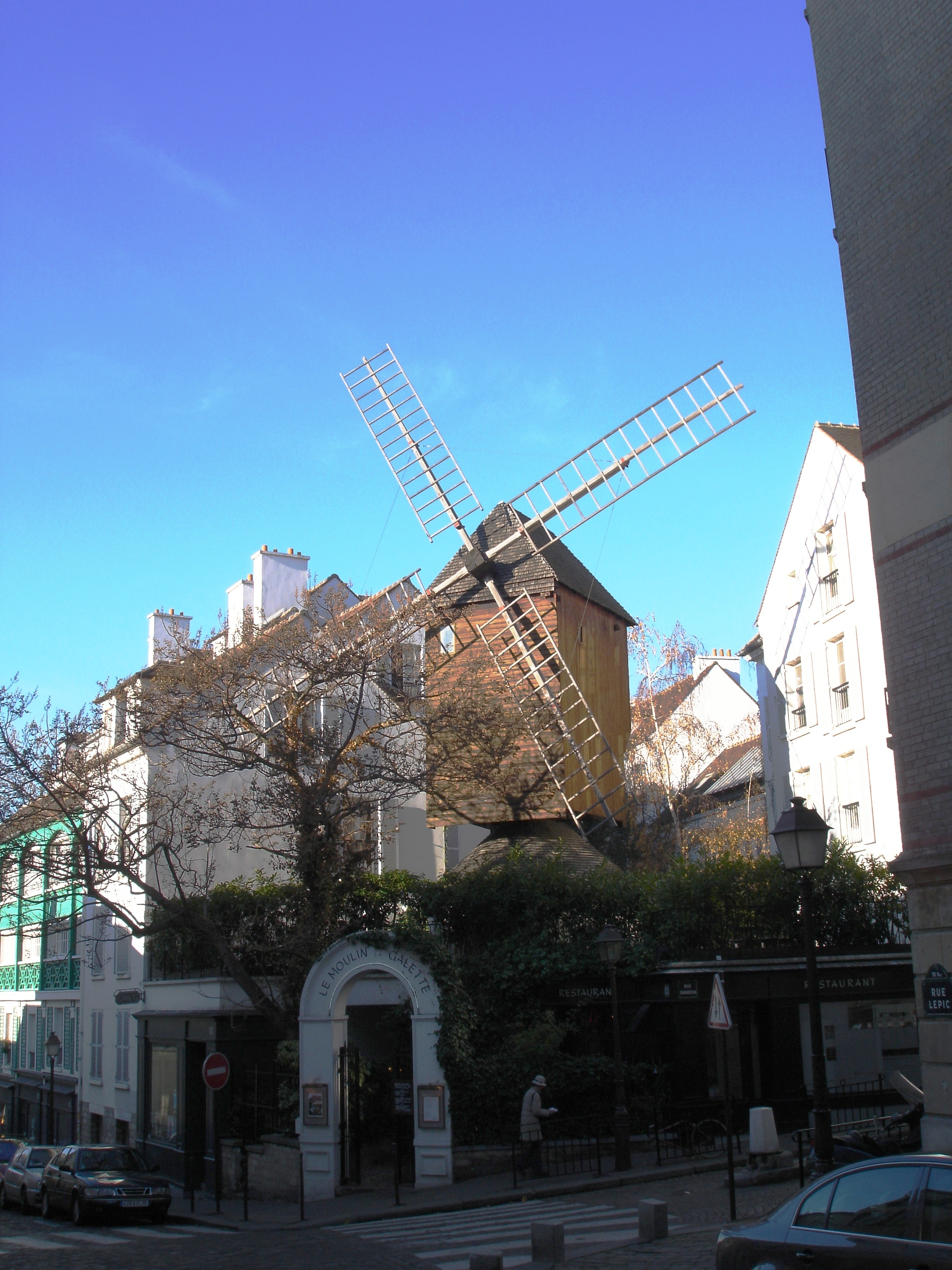
Il moulin Radet sopra all'attuale ingresso del ristorante

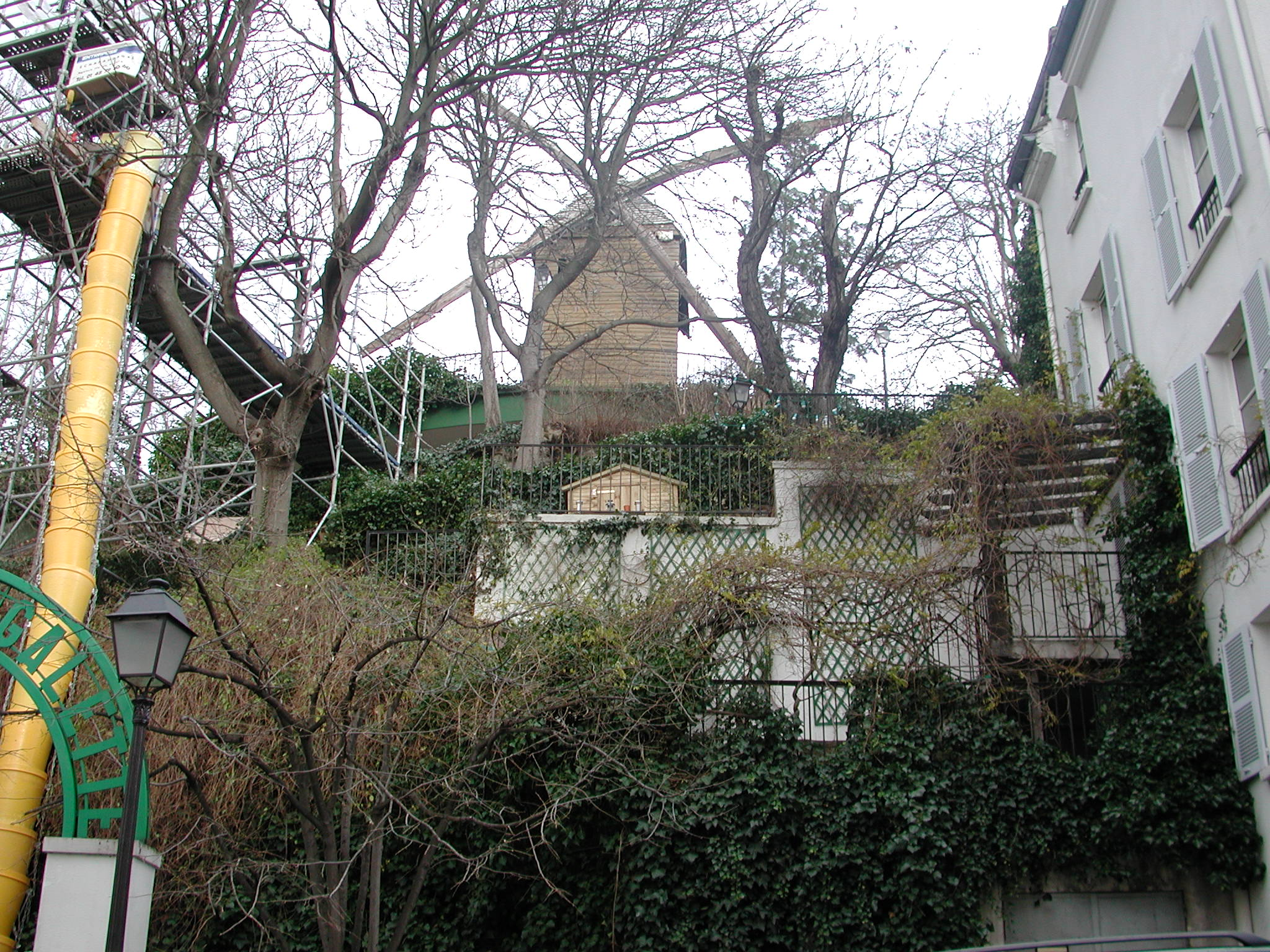
Il Moulin de la Galette sulla cima della collina. A sinistra si vede, in basso, il vecchio ingresso al locale, recentemente riaperto

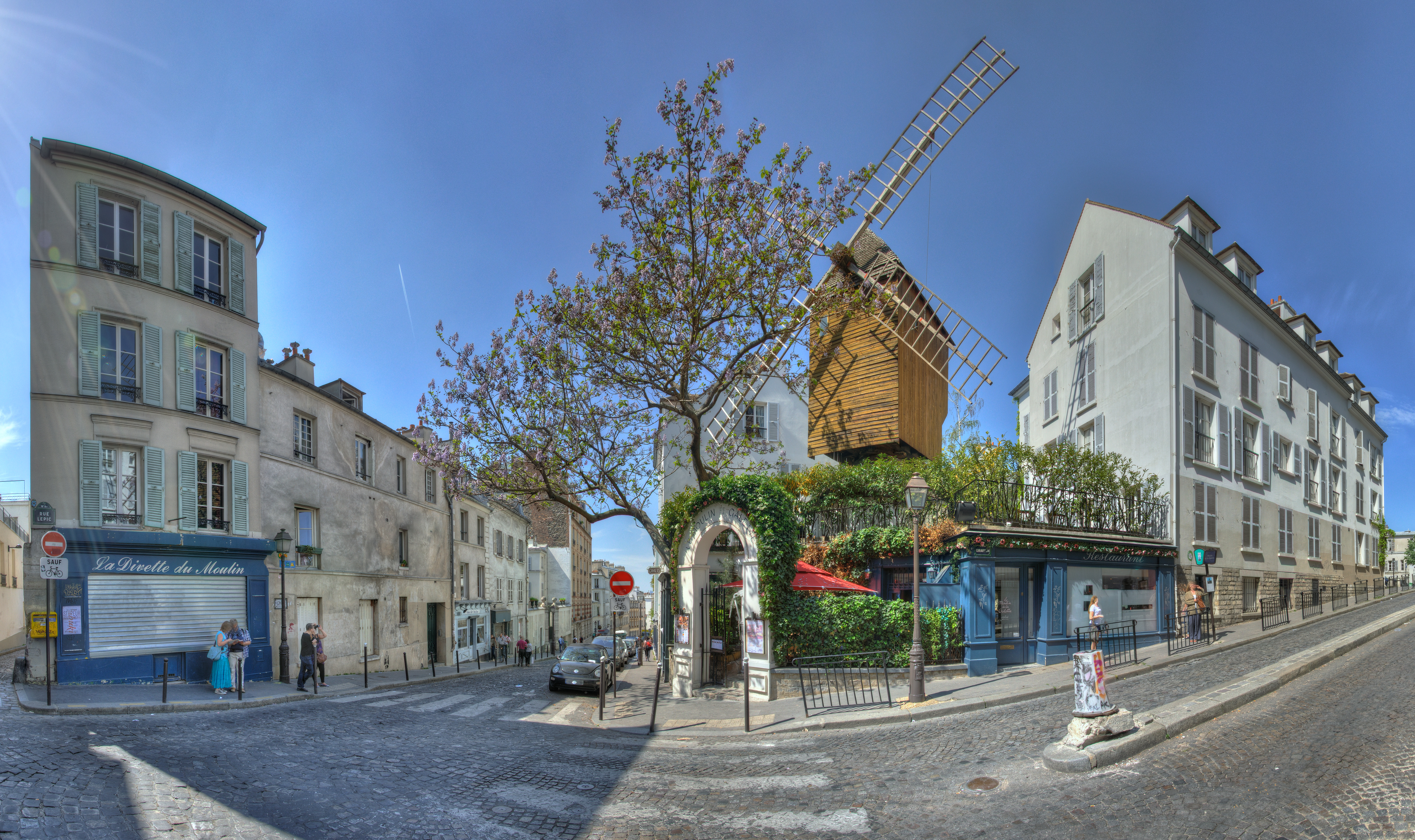
Panorama del Moulin de la Galette

Il Moulin de la Galette è un locale sulla rue Lepic nel quartiere di Montmartre a Parigi.

## Storia
Nel XIX secolo il locale (su di una collina, con ristorante, bar, sala e spazio all'aperto per il ballo) era assai più ampio dell'attuale e comprendeva al suo interno due vecchi mulini a vento: il Moulin Radet ed il più grande Moulin Blute-fin. Il luogo divenne famoso perché assiduamente frequentato e riprodotto da molti grandi pittori come Van Gogh e Renoir.
(Georges Rivière)
I principali quadri in cui appare riprodotto sono:
- Bal au moulin de la Galette di Pierre-Auguste Renoir (1876)
- Le Moulin de la Galette di Van Gogh
- Le Moulin de la Galette di Pablo Picasso (1900)
- Moulin de la Galette di Henri de Toulouse-Lautrec
- Moulin de la Galette di Kees Van Dongen
- Le Moulin de la Galette di Maurice Utrillo (1922)

## Oggi
Attualmente esiste solo il ristorante "Moulin de la Galette" il cui ingresso, all'angolo della rue Lepic, è sormontato dal Moulin Radet, ancora in discreto stato. La restante parte (sulla sommità della collina) è stata recentemente restaurata con la ristrutturazione anche del vecchio ingresso (anch'esso sulla Rue Lepic).

## Opere pittoriche illustranti il Moulin

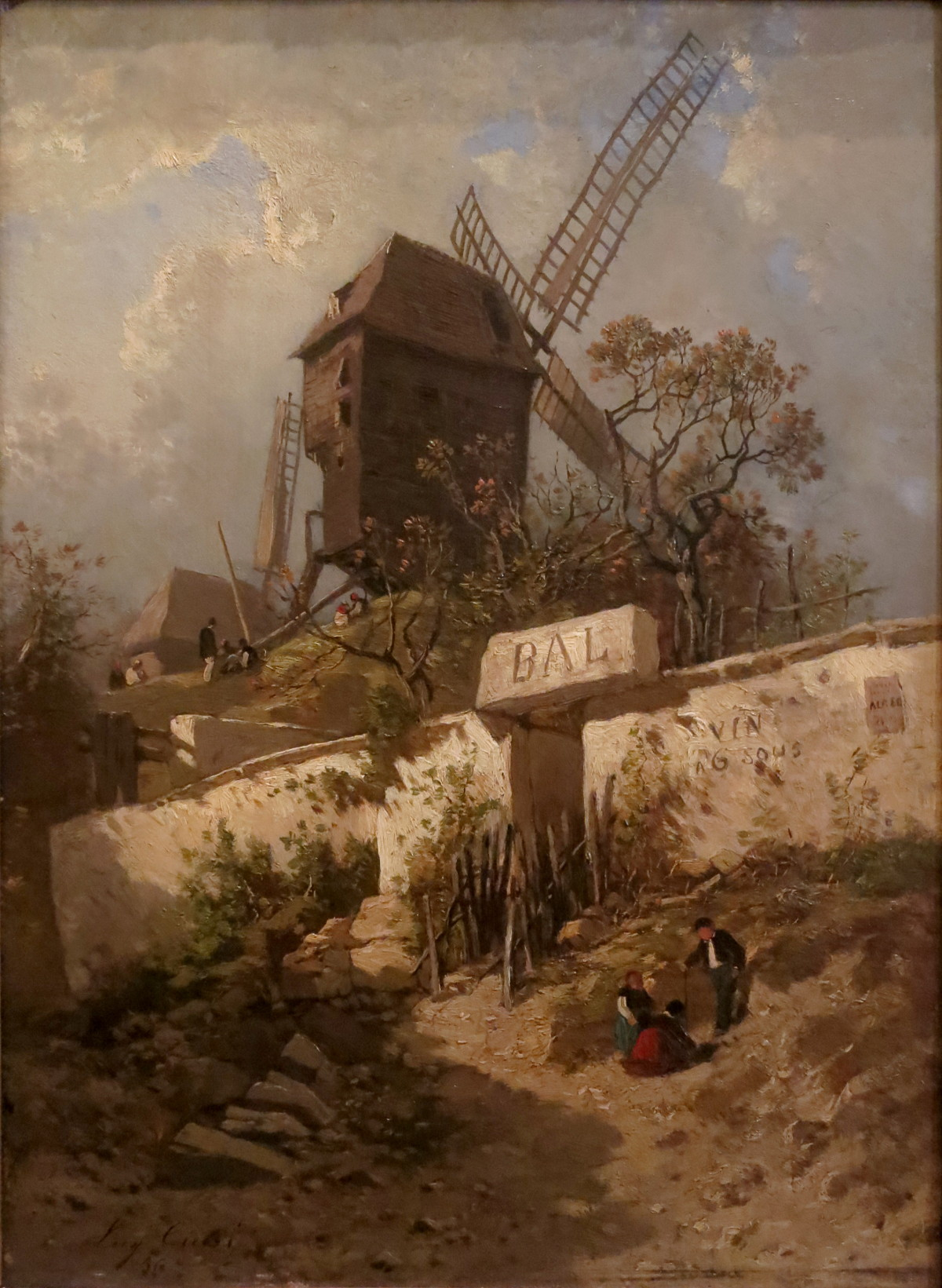
Le moulin de la Galette di Eugène Cicéri
Bal au moulin de la Galette di Auguste Renoir
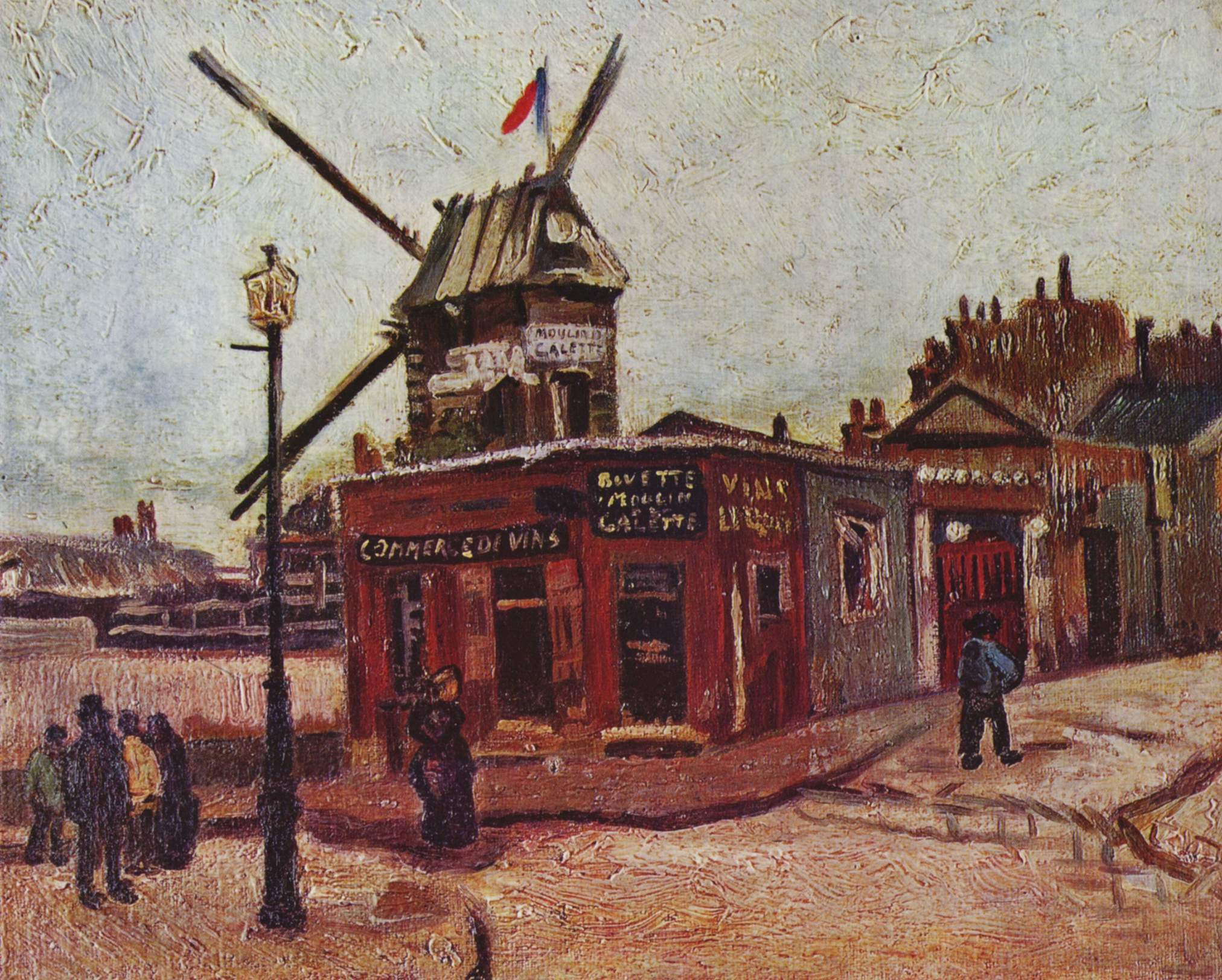
Le moulin de la Galette di Vincent van Gogh
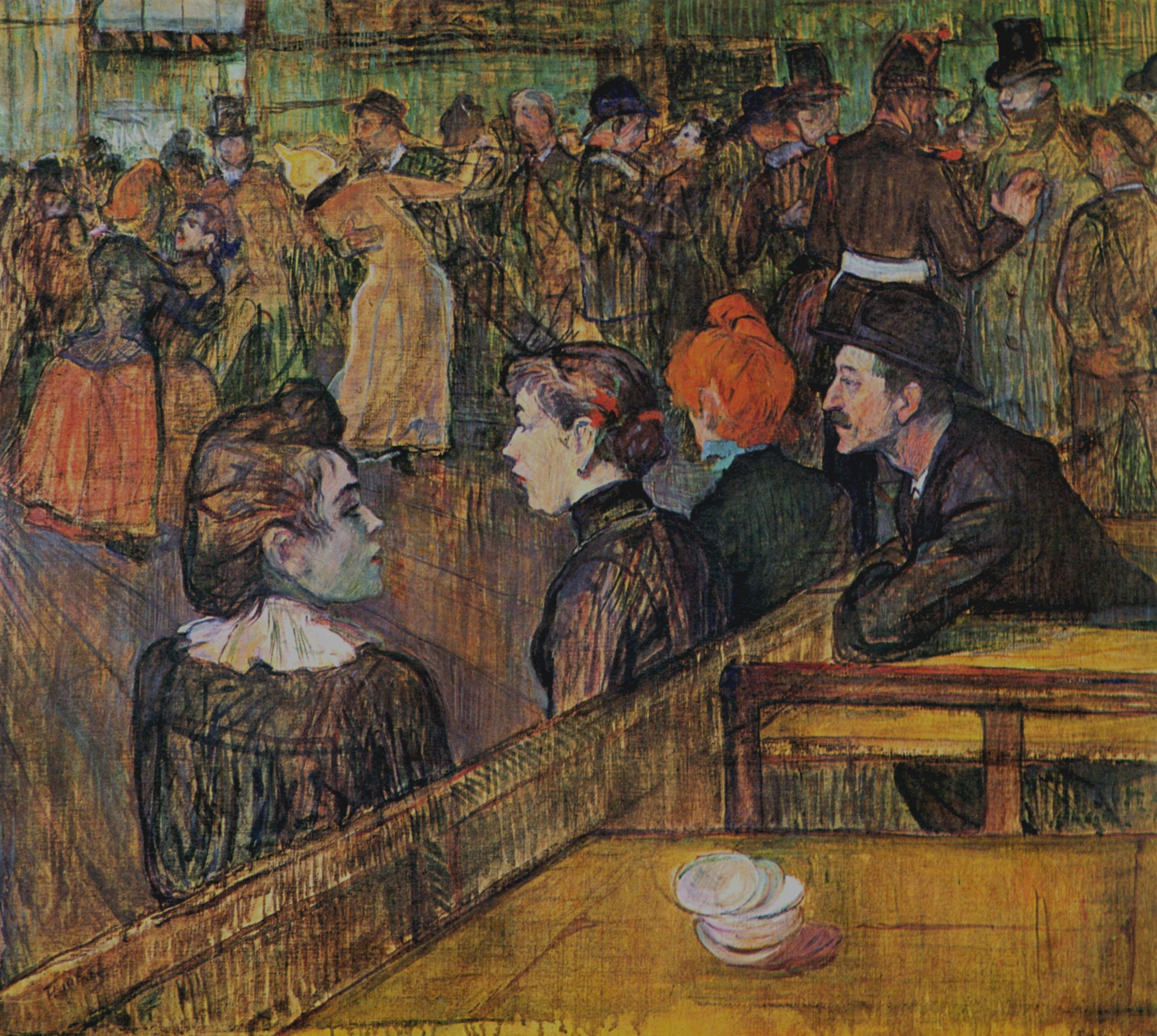
Au bal du moulin de la Galette di Henri de Toulouse-Lautrec
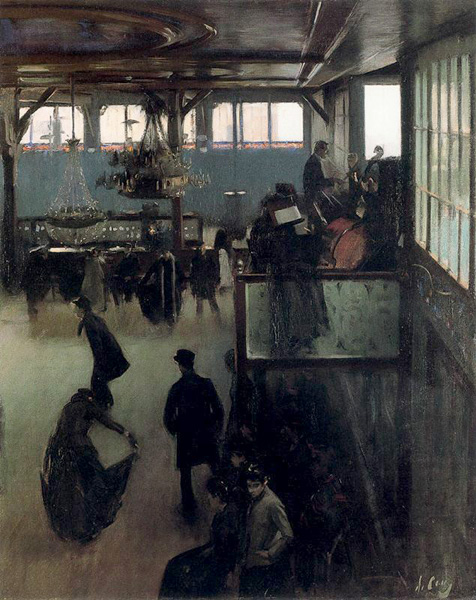
Bal du Moulin de la Galette di Ramon Casas
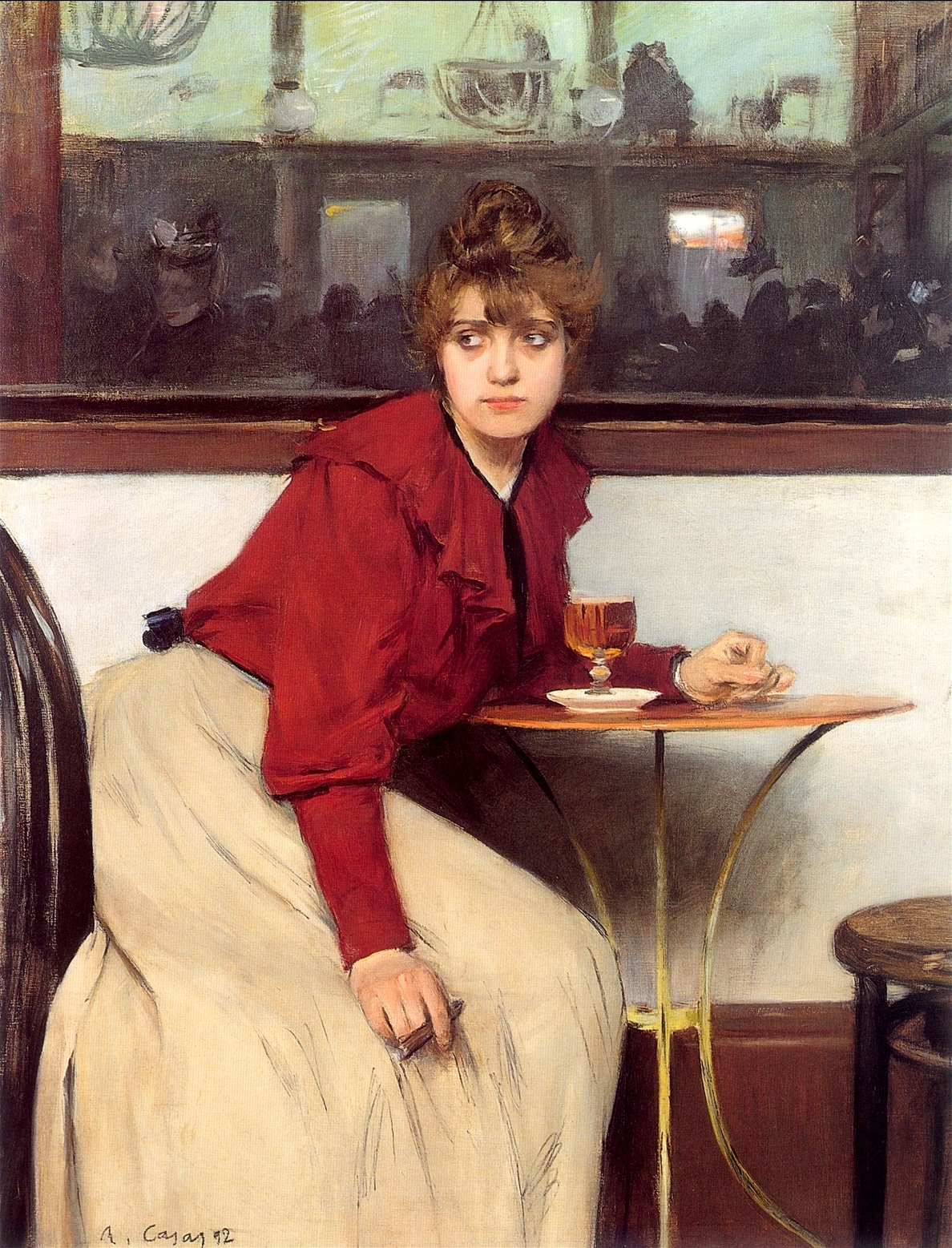
Au Moulin de la Galette di Ramon Casas
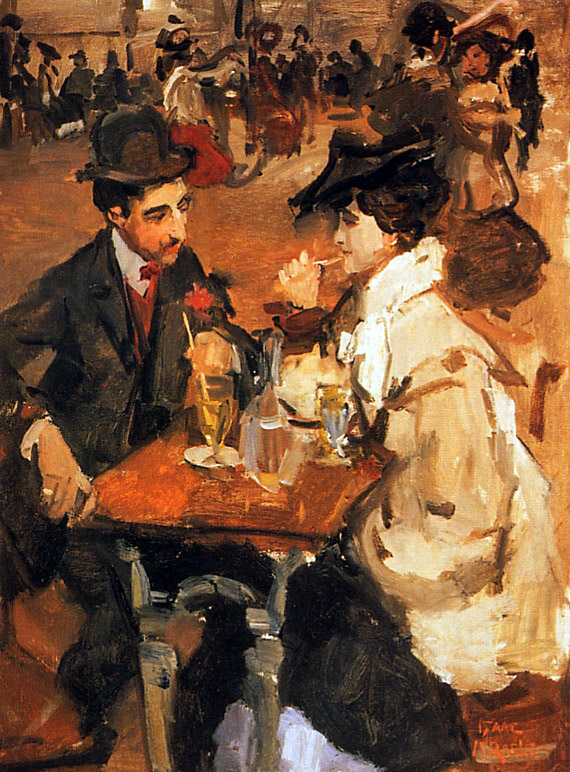
Le Moulin de la Galette di Isaac Israëls
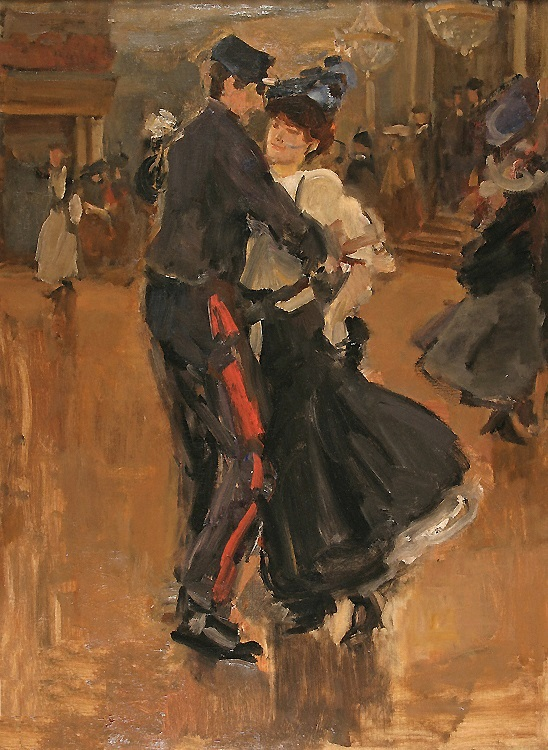
Danse au Moulin de la Galette di Isaac Israëls